# حلقة عطرية قاعدية
| الحلقات العطرية القاعدية الرئيسية | الحلقات العطرية القاعدية الرئيسية | الحلقات العطرية القاعدية الرئيسية |
| --------------------------------- | --------------------------------- | --------------------------------- |
| بيريدين                           | كينولين                           | إيزوكينولين                       |
| أكريدين                           |                                   |                                   |
| بيرازين                           | كينوكسالين                        |                                   |
| إيميدازول                         | بنزيميدازول                       | بيورين                            |
| بيرازول                           | إندازول                           |                                   |
| بيريميدين                         | كينازولين                         |                                   |
| بيريدازين                         | سينولين                           | فثالازين                          |

الحلقات العطرية القاعدية هي حلقات عطرية (أروماتية) لا يكون زوج الإلكترونات الوحيد الخاص بذرة النيتروجين جزء من النظام العطري ويمتد في مستوى الحلقة. ويعد هذا الزوج الوحيد المسؤول عن القاعدية لهذه القواعد النيتروجينية، مثل ذرة النيتروجين في الأمينات. وفي هذه المركبات لا ترتبط ذرة النيتروجين بذرة هيدروجين. كما يحدث للمركبات العطرية القاعدية برتنة وتتكون كاتيونات عطرية (مثل البيريدينيوم) تحت الظروف الحامضية. ومن الأمثلة التقليدية للحلقات الأروماتية القاعدية البيريدين والكينولين. كما يمكن للمركبات التي بها حلقات متعددة أن تحتوي على ذرت نيتروجين قاعدية وغير قاعدية مثل الإيميدازول والبيورين.
في الحلقات الأروماتية غير القاعدية يكون الزوج الوحيد لإلكترونات النيتروجين غير متمركز ويساهم في نظام إلكترون باي. وفي هذه المركبات ترتبط ذرات النيتروجين بذرات هيدروجين. وأمثلة للحلقات الأروماتية غير القاعدية التي تحتوى على نيتروجين البيرول والإندول.
كما تتواجد الحلقات الأروماتية القاعدية مثل البيورينات والبيريميدينات في كل من حمض نووي ريبوزي منقوص الأكسجين وحمض نووي ريبوزي.

## اقرأ أيضاً
- عطرية